# سحالي صينية
السحالي الصينية (الاسم العلمي: Shinisauridae)، فصيلة سحالي من رتبة الحرشفيات وممثلها الحي الوحيد هي سحلية التمساح الصينية (Shinisaurus) التي تستوطن الصين وفيتنام، وتشمل أيضًا جنس Bahndwivici المنقرض الذي كان يعيش في تكوين النهر الأخضر في العصر الإيوسيني في وايومنغ، الولايات المتحدة